# Biserica Franciscană din Graz
Biserica Franciscană (în germană Franziskanerkirche) și Mănăstirea Franciscană (în germană Franziskanerkloster) sunt o biserică și o mănăstire asociată din centrul orașului Graz (Austria). Mănăstirea a fost fondată de Ordinul Franciscan, care o are încă în administrare, și este menționată pentru prima dată în 1239.
În biserică, un altar înalt, dar îngust, din secolul al XIV-lea contrastează cu nava relativ joasă și lată. Altarul a fost spintecat de o bombă în timpul celui de-al Doilea Război Mondial și reconstruit ulterior cu un nou interior în stil contemporan. Vitraliile permit iluminarea interiorului bisericii, în timp ce altarul este dominat de un crucifix de fontă care pare să plutească. Orga a fost instalată de compania Schuke din Potsdam în 2004.
Clădirea în stil gotic a mănăstirii include o grădină interioară, și este deschisă publicului. Pe pereții mănăstirii sunt inscripționate numele, profesiile și perioadele de viață ale burghezilor și nobililor distinși care au fost îngropați în acest loc între secolele al XV-lea și al XVIII-lea. La primul etaj al mănăstirii, cu ferestrele către altarul bisericii, se află oratoriul, în care călugării se adună pentru a celebra liturgia orelor.
Turnul înalt, unul dintre cele mai proeminente repere ale Grazului, este neobișnuit pentru o clădire franciscană. El își datorează existența locației strategice a bisericii lângă zidurile orașului și a fost construit în secolul al XVII-lea de către autoritățile orașului ca un turn fortificat.